# 1914-es argentin labdarúgó-bajnokság (első osztály)
Az 1914-es Primera División volt a 23. alkalommal megrendezett, legmagasabb szintű labdarúgó-bajnokság Argentínában.
A bajnokság két csoportból állt, az első csoport győztese a Racing Club, míg a másodiké a Porteño csapata, mindkét klub a bajnokság történetében másodjára nyert trófeát.

## Asociación Argentina de Football – Copa Campeonato (1. csoport)
A Ferrocarril Sud csapata hét mérkőzés lejátszása után megszűnt.
| Hely. | Csapat              | M  | Gy | D | V | G+ | G– | Gk  | P  | Továbbjutás vagy kiesés |
| ----- | ------------------- | -- | -- | - | - | -- | -- | --- | -- | ----------------------- |
| 1.    | Racing Club (B)     | 12 | 11 | 1 | 0 | 42 | 7  | +35 | 23 | Bajnokcsapat            |
| 2.    | Estudiantes (BA)    | 12 | 10 | 1 | 1 | 34 | 12 | +22 | 21 |                         |
| 3.    | Boca Juniors        | 12 | 5  | 5 | 2 | 19 | 11 | +8  | 15 |                         |
| 4.    | Banfield            | 12 | 7  | 1 | 4 | 16 | 17 | −1  | 15 |                         |
| 5.    | River Plate         | 12 | 6  | 2 | 4 | 15 | 12 | +3  | 14 |                         |
| 6.    | Huracán (F)         | 12 | 4  | 3 | 5 | 25 | 22 | +3  | 11 |                         |
| 7.    | Platense            | 12 | 4  | 2 | 6 | 14 | 17 | −3  | 10 |                         |
| 8.    | San Isidro          | 12 | 2  | 6 | 4 | 10 | 16 | −6  | 10 |                         |
| 9.    | Estudiantil Porteño | 12 | 3  | 4 | 5 | 14 | 23 | −9  | 10 |                         |
| 10.   | Quilmes             | 12 | 4  | 2 | 6 | 14 | 24 | −10 | 10 |                         |
| 11.   | Belgrano            | 12 | 1  | 6 | 5 | 14 | 20 | −6  | 8  |                         |
| 12.   | Ferro Carril Oeste  | 12 | 2  | 2 | 8 | 17 | 30 | −13 | 6  |                         |
| 13.   | Comercio            | 12 | 0  | 3 | 9 | 13 | 36 | −23 | 3  |                         |

## Federación Argentina de Football (2. csoport)
A Tigre csapatát 14 mérkőzés lejátszása után kizárták, míg az Argentino (Q) 7 mérkőzés után kilépett a föderációból. A szabályok szerint a Floresta csapatának ki kellett volna esnie, de ez nem történt meg mivel a szezon végén egyesült az argentin labdarúgó-szövetség és az argentin labdarúgó-föderáció.
| Hely. | Csapat                  | M  | Gy | D | V  | G+ | G– | Gk  | P  | Továbbjutás vagy kiesés |
| ----- | ----------------------- | -- | -- | - | -- | -- | -- | --- | -- | ----------------------- |
| 1.    | Porteño (B)             | 14 | 10 | 4 | 0  | 46 | 18 | +28 | 24 | Bajnokcsapat            |
| 2.    | Estudiantes (LP)        | 14 | 9  | 3 | 2  | 31 | 16 | +15 | 21 |                         |
| 3.    | Independiente           | 14 | 7  | 5 | 2  | 27 | 16 | +11 | 19 |                         |
| 4.    | Kimberley               | 14 | 5  | 2 | 7  | 21 | 39 | −18 | 12 |                         |
| 5.    | Gimnasia y Esgrima (BA) | 14 | 4  | 3 | 7  | 19 | 20 | −1  | 11 |                         |
| 6.    | Hispano Argentino       | 14 | 4  | 3 | 7  | 25 | 29 | −4  | 11 |                         |
| 7.    | Atlanta                 | 14 | 4  | 2 | 8  | 21 | 33 | −12 | 10 |                         |
| 8.    | Floresta (F)            | 14 | 1  | 2 | 11 | 11 | 33 | −22 | 4  |                         |